# Кондратюк, Юрий Васильевич
Ю́рий Васи́льевич Кондратю́к (настоящее имя — Алекса́ндр Игна́тьевич Шарге́й; 9 [21] июня 1897, Полтава, Полтавская губерния, Российская империя — 25 февраля 1942, Орловская область, СССР) — советский инженер шведско-еврейского происхождения, один из основоположников космонавтики. В начале XX века рассчитал оптимальную траекторию полёта к Луне. Эти расчёты были повторно переоткрыты НАСА в лунной программе «Аполлон». Предложенная в 1916 году Шаргеем траектория была впоследствии названа «трассой Кондратюка».

## Биография
Александр Игнатьевич Шаргей родился 9 (21) июня 1897 года в Полтаве в семье крещёного в католичество еврея Игнатия Бендитовича (Бенедиктовича) Шаргея и обрусевшей шведки Людмилы Львовны Шаргей (в девичестве баронессы Шлипенбах, ?—1913). Его прадед — Антон Андреевич Шлиппенбах, участник Отечественной войны 1812 года, потомок генерал-майора шведской армии Вольмара Антона Шлиппенбаха (1653—1721)
Людмила Шлипенбах до замужества жила в Киеве, где преподавала французский язык и географию в Киево-Подольской женской гимназии и познакомилась с Игнатием Шаргеем, студентом естественного отделения физико-математического факультета Императорского университета Святого Владимира (впоследствии инженером-технологом); 12 января 1897 года он принял крещение и они зарегистрировали брак. Игнатий Бендитович (Бенедиктович) Шаргей (1873—1910) был уроженцем Бердичева, куда его родители, Бендыт Срулевич Шаргей (?—1874) и Фридриха Айзиковна Розенфельд (после смены имени и вступления во второй брак — Екатерина Кирилловна Даценко, 1853—1917), переехали из местечка Кретинген Тельшевского уезда Ковенской губернии. В детские годы жил в Зенькове (Полтавской губернии) и окончил гимназию в Полтаве.
Александр Шаргей родился и провёл детские годы в доме бабушки (по профессии акушерки) и её второго мужа, земского врача и впоследствии начальника III-го отделения казённой палаты, статского советника (1899) Акима Никитича Даценко, на улице Сретенской № 4. Его родители мало прожили вместе. Когда ему был год, отец уехал в Германию продолжить учёбу в Высшей технической школе в Дармштадте, а у матери развилось психическое заболевание и она была помещена в колонию душевнобольных в селе Малые Будищи Полтавского губернского земства, позже переведена в полтавскую лечебницу для душевнобольных в Шведской могиле, где провела остаток жизни. В 1903 году он переехал с отцом в Петербург, где отец в 1906 году вторично женился на Елене Петровне Гиберман, дочери известного врача-гинеколога и переводчика медицинской литературы П. И. Лурье-Гиберман. В 1907 году Александр Шаргей поступил в гимназию на Васильевском острове; семья часто перемещалась по Васильевскому острову, сменила 4 квартиры и во всех жила с тёщей отца — женщиной-врачом П. И. Лурье-Гиберман. В 1910 году родилась его сводная сестра Нина Игнатьевна Шаргей и в том же году отец скоропостижно скончался от сепсиса, а Александр вновь вернулся в дом своей бабушки в Полтаве.
С 1910 по 1916 год учился во Второй полтавской мужской гимназии и окончил её с серебряной медалью.
В 1916 году поступил на механическое отделение Петроградского политехнического института (ныне Санкт-Петербургский государственный политехнический университет), но уже в ноябре того же года был призван в армию и зачислен в школу прапорщиков при одном из петербургских юнкерских училищ. До демобилизации в марте 1918 года воевал на турецком фронте, прапорщик. После Октябрьской революции, как офицер царской армии, был мобилизован в Белую армию, но дезертировал из неё.
После того, как Киев был взят Красной Армией, попытался пешком уйти за границу, но был задержан и возвращён обратно. Опасаясь репрессий за своё офицерское прошлое, при помощи своей мачехи Елены Петровны Гиберман (во втором браке — Кареевой) получил документы на имя Юрия Васильевича Кондратюка, уроженца Луцка 1900 года рождения — под этим именем прожил до конца жизни.

### 1921—1930 годы

Комплексная зерносушилка, которую ошибочно считают зернохранилищем «Мастодонт»

С 1921 по 1927 годы Шаргей-Кондратюк работал на Южной Украине, Кубани и Северном Кавказе, начиная со смазчика и прицепщика вагонов и заканчивая механиком на элеваторе в станице Октябрьской. В 1927 году, опасаясь репрессий, он переехал в Сибирь, где было легче скрываться под чужим именем. Он устроился на работу в Новосибирске на предприятии «Хлебопродукт», где ему пришлось участвовать в строительстве и усовершенствовании элеваторов (именно тогда он построил знаменитый элеватор «Мастодонт» в Камне-на-Оби — зернохранилище на 13 000 тонн, построенное без единого гвоздя; в условиях тотального дефицита это было невероятным сооружением). В этот же период неоднократно приезжал в Бийск, где читал лекции по механизации зернохранения.

### Арест
30 июля 1930 года Кондратюк вместе с несколькими другими сотрудниками «Хлебопродукта» был арестован по обвинению во вредительстве. Одним из пунктов обвинения было то, что он строил «Мастодонт» не только без чертежей, но и без гвоздей. Местное руководство пришло к выводу, что строение не выдержит такого количества зерна и развалится, погубив тем самым 10 тысяч тонн народного зерна. 10 мая 1931 года его осудили на три года лагерей. На самом деле «Мастодонт» простоял более 60 лет и сгорел в середине 1990-х годов. Однако вместо лагерей Кондратюк был привлечён к работе в специализированном бюро № 14 для заключённых-инженеров по проектированию угольных предприятий, образованном в Новосибирске. Там он проработал до августа 1932 года, успев сделать два изобретения в области горношахтного оборудования, на которые получил патент и авторское свидетельство. Им были опубликованы статьи по ряду специальных проблем: ускорение и облегчение проходки шахт с опалубной механизацией бетонных и породоуборочных работ, хранение бетона высокого сопротивления и постоянной крепи шахтных стволов, железобетонный копёр.

### Проектирование ВЭС

Мемориальная доска на месте дома, где в 1933—1934 годах работал Кондратюк в Харькове

Ещё работая в бюро № 14, Кондратюк ознакомился с условиями конкурса на эскизное проектирование мощной Крымской ветроэлектростанции (ВЭС), объявленного Наркоматом тяжёлой промышленности (Наркомтяжпром). Проект станции был выполнен в соавторстве с П. К. Горчаковым, а позднее к проекту привлекли инженера Н. В. Никитина, будущего создателя Останкинской телебашни в Москве.
Эскизное проектирование ВЭС было завершено в ноябре 1932 года, и вскоре авторы проекта получили разрешение ГПУ на поездку в Москву. По настоятельной просьбе Наркомтяжпрома в 1933 году Кондратюка досрочно освободили от высылки. На конкурсе проект был признан лучшим. В 1933—1934 годах Шаргей работает в филиале Института промэнергетики в Харькове, в то время столице Украины. Окончательно технический проект был доработан к середине февраля 1934 года. В 1937 году на горе Ай-Петри в Крыму по подготовленным рабочим чертежам началось строительство фундамента станции. Однако уже в 1938 году было принято решение о прекращении проектирования и строительства мощных ветроэлектростанций. В связи с этим в последующие два года Кондратюку пришлось заниматься проектированием малых опытных ветровых электростанций в Проектно-экспериментальной конторе ветроэлектростанций (ПЭКВЭС).
В этот же период получил настойчивые и выгодные предложения о сотрудничестве от С. П. Королёва, однако ответил отказом, мотивируя его обязательствами по строительству ВЭС.
Другая версия истории говорит, что причина отказа была в том, что работа над военными проектами подразумевала жёсткий контроль со стороны НКВД. При проверке биографии мог быть вскрыт факт подделки документов и белогвардейское прошлое — со всеми вытекающими последствиями.

### Великая Отечественная война

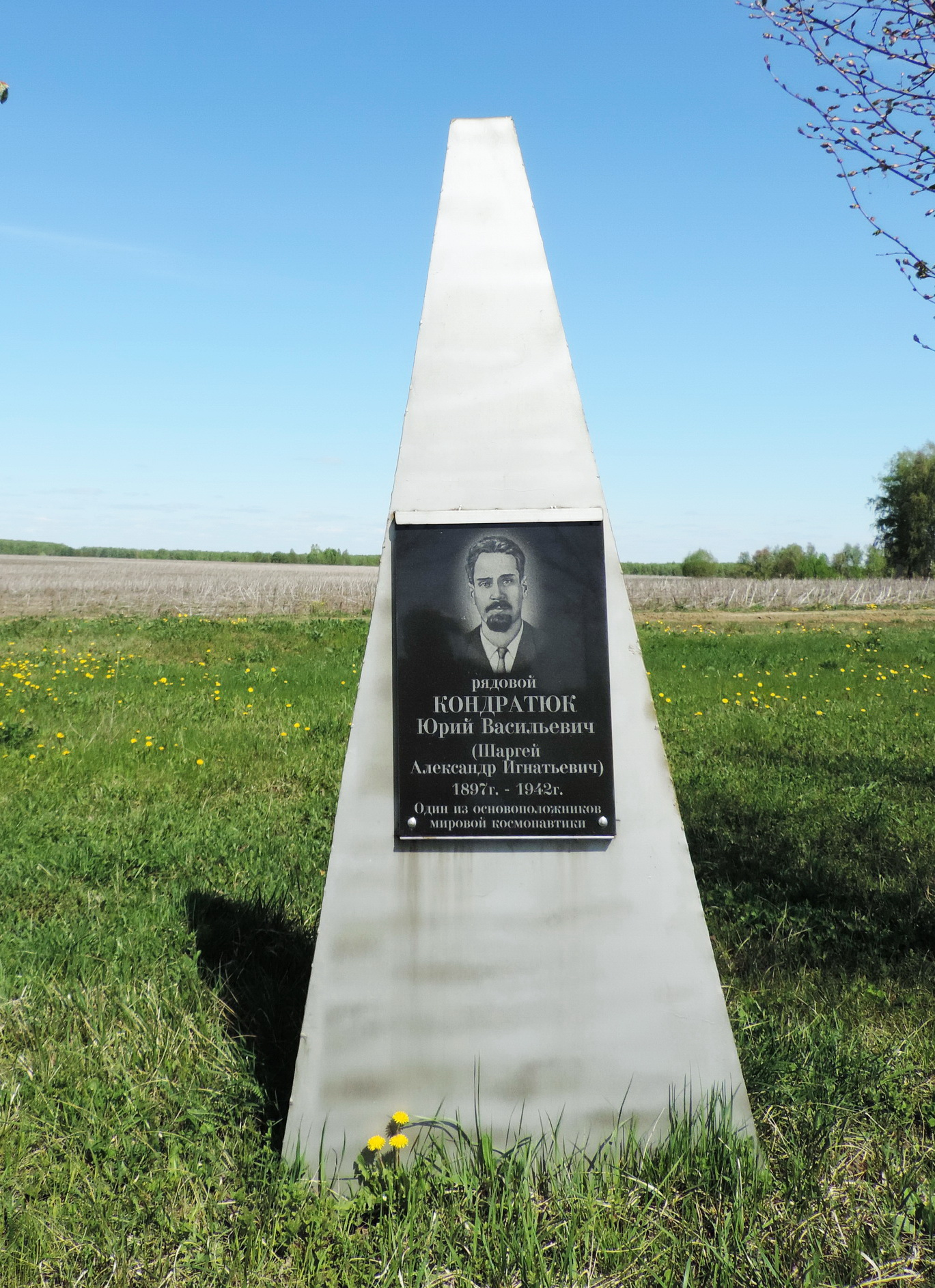
Памятник Ю. В. Кондратюку на месте предполагаемого захоронения

После начала Великой Отечественной войны Ю. В. Кондратюк пошёл добровольцем в народное ополчение. Зачислен рядовым телефонистом в роту связи 2-го стрелкового полка 21-й Московской дивизии народного ополчения Киевского района (впоследствии переименована в 173-ю стрелковую дивизию 2-го формирования, а затем — в 77-ю гвардейскую стрелковую дивизию) 33-й армии Резервного фронта. После выхода из Вяземского окружения в октябре 1941 года служил в роте связи 470-го стрелкового полка 194-й стрелковой дивизии, затем командир отделения и помкомвзвода во взводе связи 1-го батальона 1281-го стрелкового полка 60-й стрелковой дивизии 49-й армии Западного фронта.
Согласно «Книге памяти погибших и пропавших без вести в Великой Отечественной войне. Том 7», Кондратюк Юрий Васильевич проходил службу в 110-й стрелковой дивизии 33-й армии в должности помощника командира взвода 1291-го стрелкового полка, погиб 25 февраля 1942 года, похоронен у деревни Кривцово Болховского района Орловской области.

## Реабилитация
26 марта 1970 года судебная коллегия по уголовным делам Верховного Суда РСФСР своим определением № ОС-70-8 реабилитировала Ю. В. Кондратюка за отсутствием состава преступления. Восстановлению его доброго имени посвятил немало усилий его бывший сослуживец и однополчанин, а позже инженер-конструктор КБ имени Лавочкина Борис Иванович Романенко, после выхода на пенсию посвятивший себя «космической» журналистике.

## Труды

### «Тем, кто будет читать, чтобы строить» (1919)
В этой работе, независимо от Циолковского, оригинальным методом вывел основное уравнение движения ракеты, привёл схему и описание четырёхступенчатой ракеты на кислородно-водородном топливе, камеры сгорания двигателя с шахматным и другим расположением форсунок окислителя и горючего, параболоидального сопла и многого другого. В 1938 году, когда Кондратюк представил эту работу для публикации, он датировал её 1918—1919 годами, хотя было очевидно, что в неё вносились изменения в разное время. В 1964 году она была включена в книгу «Пионеры ракетной техники» под редакцией Т. М. Мелькумова, которая в свою очередь в 1965 году была переведена на английский язык НАСА.
Им было предложено:
- использовать сопротивление атмосферы для торможения ракеты при спуске с целью экономии топлива;
- при полётах к другим планетам выводить корабль на орбиту искусственного спутника, а для посадки на них человека и возвращения на корабль применить небольшой взлётно-посадочный корабль (предложение реализовано агентством НАСА в программе «Аполлон»);
- использовать гравитационное поле встречных небесных тел для доразгона или торможения КА при полете в Солнечной системе («пертурбационный манёвр»).

В этой же работе рассматривалась возможность использования солнечной энергии для питания бортовых систем космических аппаратов, а также возможность размещения на околоземной орбите больших зеркал для освещения поверхности Земли.

### «Завоевание межпланетных пространств» (1929)
В этой книге автор изложил последовательность первых этапов освоения космического пространства. Более подробно рассмотрел вопросы, поднятые в его ранней работе «Тем, кто будет читать, чтобы строить». В частности, в книге было предложено использовать для снабжения спутников на околоземной орбите ракетно-артиллерийские системы (в настоящее время это предложение реализовано в виде транспортных грузовых кораблей «Прогресс»). Кроме того, в работе были исследованы вопросы тепловой защиты космических аппаратов при их движении в атмосфере.

## Память
- Американский астронавт Нил Армстронг в 1970 году во время визита в Новосибирск набрал пригоршню земли у стен того дома, где жил и работал Юрий Кондратюк[31][32][33].
- В 2014 году Юрий Кондратюк введён в Зал славы Музея космонавтики Нью-Мексико[англ.][34].
- В Полтаве Ю. В. Кондратюку открыт памятник.
- В 1992 году имя Ю. В. Кондратюка присвоено Новосибирскому аэрокосмическому лицею.
- В честь Кондратюка названа одна из площадей Новосибирска. В Новосибирске, в доме, в котором жил и работал (1927—1930 годы) Юрий Васильевич Кондратюк («дом Кондратюка», располагался по улице Советская, 24 (Потанинская, 2), недалеко от площади Кондратюка, в Центральном районе г. Новосибирска), находился Научно-мемориальный центр Ю. Кондратюка[35]. Исторический дом был снесён 7 апреля 2023 года[36]. На его месте планируется построить новое здание музея[37].
- На Украине учреждена медаль имени Ю. В. Кондратюка
- Одна из улиц Киева носит имя Юрия Кондратюка. На одном из домов улицы висит мемориальная доска.
- В 1997 году имя Ю. В. Кондратюка присвоено Полтавскому техническому университету, ныне это Национальный университет «Полтавская политехника имени Юрия Кондратюка».
- В 1970 г. именем Кондратюка назван кратер на обратной стороне Луны.
- В честь Ю. В. Кондратюка назван астероид (3084) Кондратюк, открытый в 1977 году советским астрономом Николаем Черных.
- В Москве существует улица Кондратюка, названная в честь учёного и входящая в комплекс улиц, названия которых посвящены освоению космоса. До 1965 года улица называлась 2-м Новоостанкинским переулком.
- В городе Днепр (бывший Днепропетровск) в 2016 году бывшая улица Коммунаровская переименована в улицу Юрия Кондратюка.
- На Украине выпущены юбилейная монета «Юрий Кондратюк»[38] и две почтовые марки (1997 и 2002).
- В городе Рубцовске есть улица Юрия Кондратюка, на ней расположено одно из старейших предприятий по хранению и переработке зернопродуктов.
- В городе Камень-на-Оби существует улица Юрия Кондратюка и на набережной установлен памятник. Остатки «Мастодонта» виднеются до сих пор.
- В городе Горишние Плавни Полтавской области Украины возле техникума установлен памятник Кондратюку.
- В станице Октябрьской Крыловского района Краснодарского края находится «Мемориальный музей Ю. В. Кондратюка»[39].
- 21 июня 2012 года был выставлен логотип Google в его честь[40]
- 18 октября 2014 года Юрий Кондратюк был принят в Галерею международной космической славы в городе Аламогордо (штат Нью-Мексико, США)[41]
- В Болховском районе Орловской области на территории военного мемориала близ деревни Кривцово установлен памятный знак Ю. В. Кондратюку, предположительно погибшему здесь во время войны.
- Институт Пушкина посвятил серию лекций пионерам российской ракетной техники и в одной из частей рассказал о Кондратюке[42].

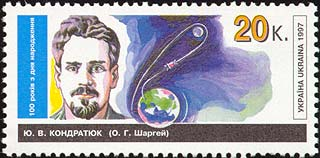
На почтовой марке Украины, 1997 год. Траектория полёта к Луне указана с ошибкой
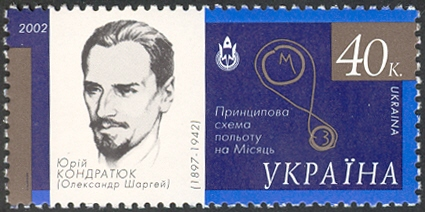
На почтовой марке Украины, 2002 год

## Комментарии
1. ↑  «Несколько лет назад в Камне-на-Оби дотла сгорел деревянный элеватор „Мастодонт“, уникальное здание, построенное без единого гвоздя по проекту Юрия Кондратюка, того самого, кто в своей работе „Исследование межпланетных пространств“ ещё в 20-е годы прошлого века разработал трассу для полёта на Луну».
Акулова Е. Место под солнцем // Газета «Алтайская правда», 8 февраля 2007.